# Estonia na Zimowej Uniwersjadzie 2009
Estonię na Zimowej Uniwersjadzie 2009 w Harbinie będzie reprezentowało 12 zawodników.

## Medale

### Złoto
brak medali

### Srebro
brak medali

### Brąz
brak medali

## Kadra

### Łyżwiarstwo figurowe
- Elena Glebova

### Łyżwiarstwo szybkie
- Danila Ruusu
- Jaan Saks

### Biegi narciarskie
- Martti Himma
- Andres Kollo
- Madis Kollo
- Siim Sellis
- Karel Tammdarv
- Madis Vaikmaa

### Snowboard
- Mark Duubas
- Loar Krwsenberg
- Peeter Kull